# Спейни, Кейли
Кейли Спейни (англ. Cailee Spaeny, произношение [ˈkeɪli ˈspeɪni]; род. 24 июля 1998, Ноксвилл, Теннесси, США) — американская актриса и певица.
В 2016 году выпустила первый сингл «Fallin» и впервые сыграла в кино — в короткометражном фильме «Досчитай до тысячи». Первые значительные роли получила в фильме «Тихоокеанский рубеж 2» (2018) и в триллере «Ничего хорошего в отеле „Эль Рояль“» (2018). Позднее Спейни получила роль в мини-сериале «Разрабы» (2020) Алекса Гарленда.
Обладательница Кубка Вольпи-2023 за исполнение главной роли в фильме «Присцилла: Элвис и я» (2023).

## Детство и юность
Спейни родилась в Ноксвилле (штат Теннесси) и выросла в Спрингфилде на юге Миссури. У неё восемь братьев и сестёр. В детстве она много времени проводила в труппе Малого театра Спрингфилда, с которой участвовала во многих постановках. В этом театре она также шесть дней в неделю посещала занятия по актёрскому мастерству, вокалу и танцам. С 2014 по 2015 год играла главную роль Дороти в театральной постановке «Волшебника страны Оз».

## Фильмография
| Год  |     | Русское название                    | Оригинальное название                  | Роль                  |
| ---- | --- | ----------------------------------- | -------------------------------------- | --------------------- |
| 2016 | кор | Досчитай до тысячи                  | Counting to 1000                       | Эрика                 |
| 2018 | ф   | Тихоокеанский рубеж 2               | Pacific Rim: Uprising                  | Амара Намани          |
| 2018 | ф   | Ничего хорошего в отеле «Эль Рояль» | Bad Times at the El Royale             | Роуз Саммерспринг     |
| 2018 | ф   | По половому признаку                | On the Basis of Sex                    | Джейн Гинсбург        |
| 2018 | ф   | Власть                              | Vice                                   | юная Линн Чейни       |
| 2020 | ф   | Колдовство: Наследие                | The Craft: Legacy                      | Лили                  |
| 2020 | с   | Разрабы                             | Devs                                   | Линдон                |
| 2021 | с   | Мейр из Исттауна                    | Mare of Easttown                       | Эрин Макменамин       |
| 2021 | ф   | Как это кончится                    | How It Ends                            | юная Лиза             |
| 2022 | с   | Первая леди                         | The First Lady                         | Анна Рузвельт Холстед |
| 2022 | кор | Безграничный мир                    | Unlimited World                        | Ларс                  |
| 2023 | ф   | Присцилла: Элвис и я                | Priscilla                              | Присцилла Пресли      |
| 2024 | ф   | Падение империи                     | Civil War                              | Джесси Кален          |
| 2024 | ф   | Чужой: Ромул                        | Alien: Romulus                         | Рейн Кэррадайн        |
| 2025 | ф   | Достать ножи: Проснись, мертвец     | Wake Up Dead Man. A Knives Out Mystery |                       |
| 2025 | с   | Грызня (2-й сезон)                  | Beef                                   |                       |

В 2019 году Спейни сыграла главную роль в музыкальном видеоклипе «Send Her to Heaven» группы The All-American Rejects.

## Награды
На Венецианском кинофестивале в 2023 году Кейли Спейни была награждена Кубком Вольпи за лучшую женскую роль в фильме «Присцилла: Элвис и я».